# Jakob Gapp
Jakob Gapp (Wattens, 26 luglio 1897 – Berlino, 13 agosto 1943) è stato un presbitero marianista austriaco, ghigliottinato nel carcere di Plötzensee per la sua opposizione al regime nazista. È stato dichiarato martire e fu beatificato da papa Giovanni Paolo II nel 1996.
Il suo elogio si legge nel Martirologio romano al 13 agosto.